# クイーンアドリーナ
クイーンアドリーナ（Queenadreena）は、1999年にイングランドのロンドンでボーカリストのケイティ・ジェーン・ガーサイドとギタリストのクリスピン・グレイによって結成されたオルタナティヴ・ロック・バンド。2人はかつて短命ながら有名なバンド、デイジー・チェインソーでコラボレーションを行っていた。デイジー・チェインソーでの研ぎ澄まされた作詞作曲によって評判を得ていたガーサイドとグレイは、主にノイズロックの影響に加えて、ブルースロックやその他のジャンルの要素をクイーンアドリーナに取り入れた。
バンドは2000年から2008年の間に4枚のスタジオ・アルバムをリリースした。バンドはラフ・トレード・レコードと2枚目のリリース作『Drink Me』(2002年)の契約に署名した後、レーベルから移籍し、その後はインディーズ・レーベルのワン・リトル・インディアンと契約した。バンドはまた、インスティテュート・オブ・コンテンポラリー・アーツで録音されたライブ・アルバム『ライブ・アット・ザ・ICA』をリリースした。2009年、グループは解散し、ガーサイドはルビー・スロートと呼ばれる別のソロ・プロジェクトを追求するようになった。

## 略歴

### 結成、アルバム『タクシダーミー』: 1999年–2001年
ギタリストのクリスピン・グレイが、デイジー・チェインソーを結成した1989年にバンドで協力し合っていたケイティ・ジェーン・ガーサイドと再び接触した後、1999年にクイーンアドリーナが結成された。ガーサイドはデイジー・チェインソーでの2年間を終えた後、バンドを脱退し、湖水地方に隔離され、アーティストやボヘミアンのための隠れ家である歴史的なリグ・ベックに暮らしていた。1998年、ロンドンに戻ると、ガーサイドはグレイが暮らしていたベルサイズ・パークに引っ越し、2人は再会してグループを結成した。
ガーサイドは、バンド名は彼女がウェールズで作曲していたときに付けられたと語った。「彼女がちょうど私の頭の中にひらめいたんです。彼女はプリンセス・アドリーナとして姿を現し、私は彼女の物語を書かなければならなくなったのです。弓矢を使いこなすために左胸を切り落とす戦うプリンセスだったとか。それが彼女の出自であり、私たちは彼女に戴冠をさせて、クイーン・アドリーナにしました」。
グレイとガーサイドには、ドラマーのビリー・フリーダムとベーシストのオーソン・ワジーが加わり、2000年初頭にブランコ・イ・ネグロ・レコードからファースト・アルバム『タクシダーミー』（「剥製」の意）をリリースした。アルバムに収録されている曲の一部、つまり「X-ing Off the Days」は、デイジー・チェインソー解散後数年の間にグレイが1人で書いたものである。『NME』はアルバムに肯定的なレビューを与え、次のように書いている。「幼年期の悪夢としてのロックに対するデイジー・チェーンソーならではの好みを引き継いでいる一方で、ここではバンシー・ポップの1曲のテイクよりもはるかに範囲が広いです。いくつかの明らかな先例、特にビョークとPJ ハーヴェイが見え隠れしていますが、これら2つの参照先のいずれよりもはるかに多くのことを示しています。このデビュー・アルバムはつい心理療法の治療をこっそり盗み聞きしてしまうようなものです」 。
レコードをサポートするために、バンドは全国ツアーを行い、ナイン・インチ・ネイルズをサポートしたり、2000年のレディング・アンド・リーズ・フェスティバルでパフォーマンスを行ったりした。リリース後、バンドの名前は「クイーン・アドリーナ (Queen Adreena)」から「クイーンアドリーナ (QueenAdreena)」へとわずかに変更され、その後のリリースではこちらが反映されている。この間、バンドはドリー・パートンの「ジョリーン」のカバーと、「Pretty Polly」をフィーチャーしたスプリット・シングルをリリースした。

### レーベル移籍: 2002年–2006年

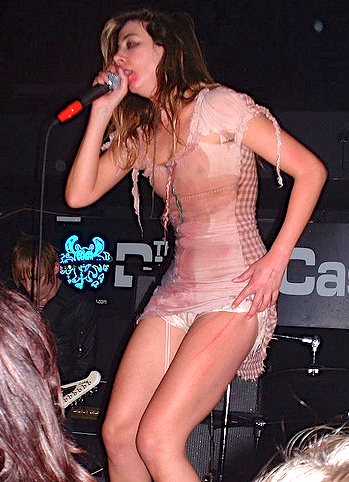
クイーンアドリーナでパフォーマンスするガーサイド（2006年、ダブリン）

ビリー・フリーダムは2002年に元ザ・クラッシュのドラマー、ピート・ハワードと交代した。バンドはラフ・トレードと、2002年のセカンド・アルバム『Drink Me』のリリース契約を交わした。このレコードは、ロック・プレスからバンドへの注目を集めたシングル「Pretty Like Drugs」を生み出した。このアルバムはいくつかの出版物から好評を博し、そのうちの『Drowned in Sound』は10点中7点の評価を与えるとともに、次のように書いている。「ケイティ・ジェーン・ガーサイドは、普段から理性的に成長した男性をひざまずかせてしまうような女性です。『Pretty Like Drugs』がその理由を教えてくれます。彼女のかわいくて失われた少女性、トーリ・エイモス/ビョーク主義が、コートニー・ラブの外科的に強化された太ももを小便が滴り落ちる際の恐ろしい叫び声として噴出するので、それはすべて理にかなっています」。フランスの出版物『Les inrockuptibles』は、このレコードを「ゴシックで暗く、脅迫的」と表現した。
ラフ・トレードは『Drink Me』のリリース直後にバンドを放出し、ガービッジをサポートするツアーに乗り出す間にワジーがバンドを脱退した。元ラジエーターのジャニー・ジャーヴィスは、元デイジー・チェーンソーのベーシスト、リチャード・アダムスがグループに参加する前に、ツアーの一時的なベーシストとしてバンドに参加した。アダムスがバンドを脱退して間もなく、2003年にキャッスル・ドニントン・ダウンロード・フェスティバルに出演した。
バンドは2004年にワン・リトル・インディアン・レコードと契約し、ケイティ・ジェーンの妹であるメラニー・ガーサイドがベースを担当した『ブッチャー&バタフライ』をリリースした。メラニーはすぐに脱退し、ポール・ジャクソンと交代した（同名フュージョン・ベーシストとは別人）。2005年3月22日、バンドはロンドンのインスティテュート・オブ・コンテンポラリー・アーツでライブ・アルバムを録音した。アルバムは9月に『ライブ・アット・ザ・ICA』としてリリースされた。

### アルバム『ジン』と解散 ：2007年-現在
2007年、クイーンアドリーナは、初期のデモで構成されたアルバム『ライド・ア・コック・ホース』を独自にリリースした。さらなるラインナップの変更により、ノミ・レナードが新しいベーシストとなり、2008年後半にドラムのピート・ハワードがスティーブン・ギルクリストと交代した。
2008年10月8日、クイーンアドリーナは4枚目のスタジオ・アルバム『ジン』をリリースした。このアルバム、最初はインペリアル・レコードを通じて日本でのみ発売された。アルバムは最終的に2009年9月にイギリスでリリースされたが、バンドによる積極的な宣伝はなされず、それまでに事実上活動を休止していた。バンド初期のリリースよりもブルースロックの影響を強く取り入れており、オールミュージックは、このレコードを「（クイーンアドリーナの）傑作であり、熟練したバンドとしての確固たる基盤の上で、彼らの特徴であるあらゆる情緒的な要素のバランスを取っている。このバンドは、メディアによって、自分たちのペースで成長するよう任されたのです」と讃えた。
2011年、クリスピン・グレイは次のように述べている。「将来、何らかの再結成ギグを行う可能性を排除するつもりはありません。しかしクイーンアドリーナに次のレコードがあるとは思いませんし、私自身とても驚いています。ケイティからは1年以上連絡がありません。彼女がどこにいるのか、わからないのです」。
『コナン・ニュートロンズ・プロトン・リバーサル』の2020年のインタビューで、「ライアー、フラワー」という名義でアルバムをリリースしたガーサイドは、将来的にグレイと共演すること、または彼女の貢献を含むさらなるクイーンアドリーナのマテリアルについて、極端に懐疑的であることを表明した。
彼らの最後のスタジオ・アルバム『ジン』は、2021年4月16日にCadiz Entertainmentによってお膳立てされた限定版のゲートフォールド・ダブル・ネオン・ピンク・ヴァイナル盤として再リリースされた。この再発盤には、6つの新しいデモ・トラックと、ギャング・オブ・フォーの故アンディ・ギルと共作および録音された未発表曲「Heaven Does't Wait」が含まれている。
クリスピン・グレイは、2021年5月に、彼の他のバンドと同様に、クイーンアドリーナの結成と歴史について詳細なインタビューを受けた。

## メンバー

### 最終ラインナップ
- ケイティ・ジェーン・ガーサイド (KatieJane Garside) - ボーカル (1999年–2009年)
- クリスピン・グレイ (Crispin Gray) - ギター、バック・ボーカル (1999年–2009年)
- ピート・ハワード (Pete Howard) - ドラム (2002年–2008年)
- ノミ・レナード (Nomi Leonard) - ベース (2006年–2009年)

### 旧メンバー
- ビリー・フリーダム (Billy Freedom) - ドラム (1999年–2002年) ※『タクシダーミー』にドラムを提供
- オーソン・ワジー (Orson Wajih) - ベース (1999年–2002年) ※『タクシダーミー』ツアー、『Drink Me』で演奏
- ジャンヌ・ジャーヴィス (Janne Jarvis) - ベース (2002年秋) ※『Drink Me』ツアーで演奏
- リチャード・アダムス (Richard Adams) - ベース (2002年12月–2003年春) ※「Crash」のライブ・サウンドトラックを演奏し、2003年初頭にツアーを行った。「Carpet Burn」というタイトルでライブ演奏された「Pull Me Under」を共作
- マイケル・ヴァカリス (Michael Vakalis) - ベース (2003年5月-6月) ※フランス・ツアーで演奏
- ドム・ブファール (Dom Bouffard) - ベース (2003年夏/秋) ※イギリス・ツアーで演奏
- メラニー・ガーサイド (Melanie Garside) - ベース (2003年秋–2005年初頭) ※ロンドンのアストリアで開催されたキリング・ジョークのサポート・ライブでベースを演奏 (DVD『Queenadreena Live』で観られる)、『ブッチャー&バタフライ』にベースを提供し、数曲を共同執筆し、離脱までの1年以上のライブ・ギグで演奏した。
- ポール・ジャクソン (Paul Jackson) - ベース (2005年–2006年) ※1年ほどライブで演奏
- バンビ (Bambi) - ドラム (2008年–2009年)

## ディスコグラフィ

### スタジオ・アルバム
- 『タクシダーミー』 - Taxidermy (2000年)
- Drink Me (2002年)
- 『ブッチャー&バタフライ』 - The Butcher and the Butterfly (2005年)
- 『ライド・ア・コック・ホース』 - Ride a Cock Horse (2007年)
- 『ジン』 - Djin (2008年)

### ライブ・アルバム
- 『ライブ・アット・ザ・ICA』 - Live at the ICA (2005年)